# Philippinen-Pompadourtaube

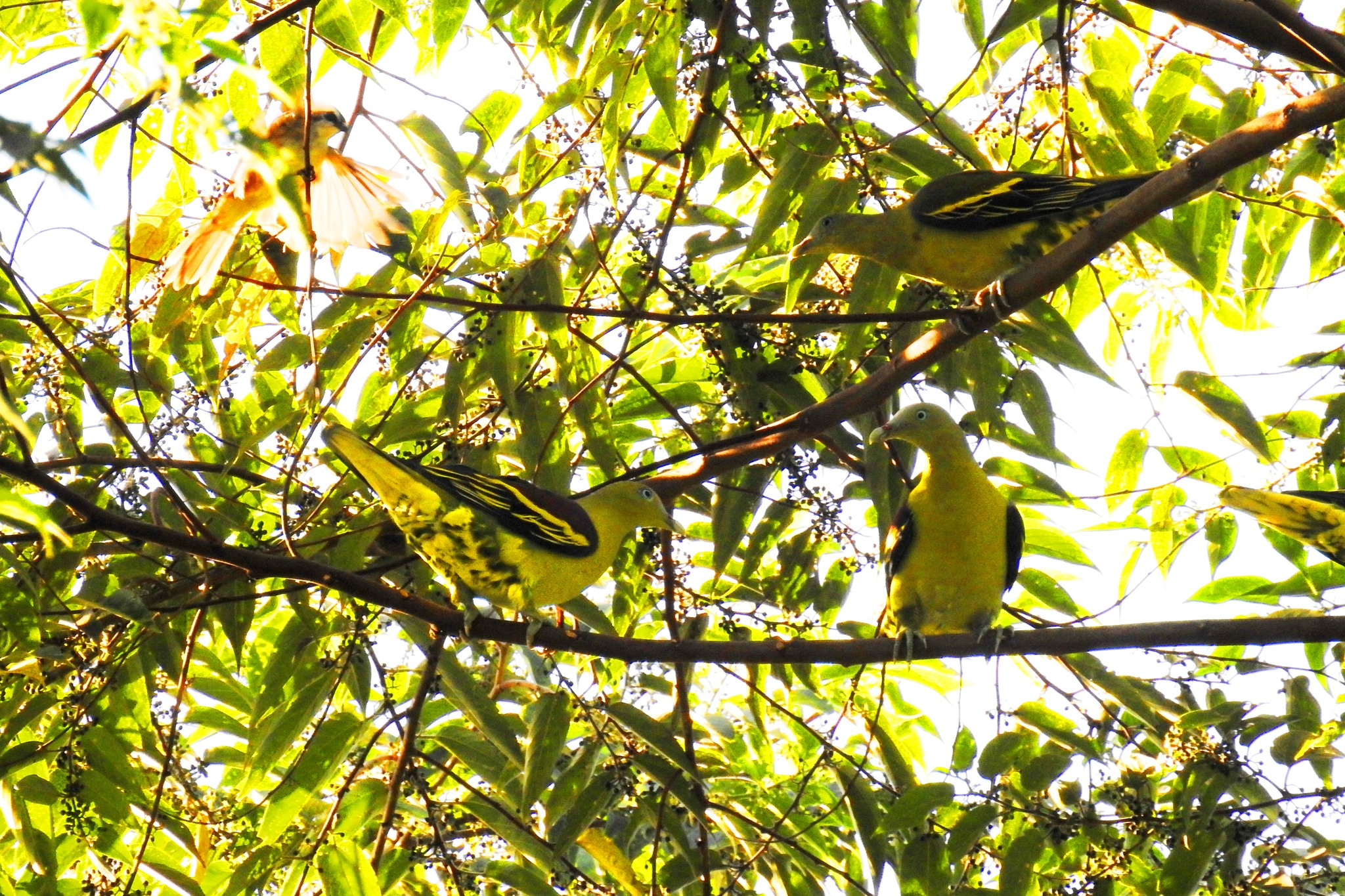
Drei Philippinen-Pompadourtauben in einem Baum

Die Philippinen-Pompadourtaube (Treron axillaris) ist eine kurzschwänzige Art der Taubenvögel. Sie ist ein Endemit mehrerer philippinischer Inseln. Sie galt lange als eine Unterart der Sri-Lanka-Pompadourtaube, die Unterschiede zu dieser Art sind jedoch so ausgeprägt, dass sie als eigenständige Art durchgehend anerkannt ist.
Die Bestandssituation der Philippinen-Pompadourtaube wird von der IUCN mit ungefährdet (least concern) angegeben.

## Erscheinungsbild
Die Philippinen-Pompadourtaube erreicht eine Körperlänge von 28 Zentimeter. Sie ist eine mittelgroße, kompakt gebaute Taube mit einem kräftigen Schnabel, die etwas so groß ist wie eine Lachtaube. Der Geschlechtsdimorphismus ist nur geringfügig ausgeprägt. Die beiden Geschlechter unterscheiden sich überwiegend durch die Färbung des Mantels. Dem Weibchen fehlt hier die kastanienbraune Färbung. Die Philippinen-Pompadourtaube ähnelt im Erscheinungsbild stark der Aschkopf-Pompadourtaube, die in Südostasien von Nepal, Bhutan, Bangladesch, dem Osten von Indien, dem Süden von Yunnan, Myanmar, Laos, Kambodscha bis nach Vietnam vorkommt. Die Philippinen-Pompadourtaube ist aber etwas größer und hat einen kräftigeren Schnabel.
Wie für Grüntauben typisch, dominieren im Gefieder der Philippinen-Pompadourtaube Grüntauben. Der Vorderkopf der Scheitel und der Nacken sind grau, die Zügel und der schmale Überaugenstreif sind olivfarben. Der Hinterhals ist dunkel olivfarben, der Mantel ist bei den Männchen kastanienbraun. Bei einigen Individuen ist der Mantel durch ein graues Band vom Nacken abgesetzt.
Die kleinen Flügeldecken sind dunkel schiefergrau. Die oberste Federreihe der mittleren Flügeldecken ist dunkel olivfarben mit leuchtend gelben Säumen. Die übrigen Federn der mittleren Flügeldecken sind schwarz mit schmalen gelben Säumen. Die großen Flügeldecken sind schwarz mit schwefelgelben Säumen an den Außenfahnen. Die Armschwingen sind schwarz und weisen ebenfalls gelbe Säume auf. Die Handschwingen sind schwarz mit schmalen gelben oder weißen Säumen. Der Rücken ist dunkel olivfarben, die Oberschwanzdecken sind etwas heller. Die mittleren Steuerfedern sind leuchtend olivfarben, die übrigen Steuerfedern sind auf der Oberseite olivfarben bis grau. Über die äußeren Steuerfedern verläuft ein breites blassgraues Endband.
Das Kinn und die Kehle sind grüngelb. Die Brust ist ebenfalls hell olivfarben. Der Bauch ist hell bis weißlich graugrün. Die Schenkel sind dunkel graugrün und weisen in der Regel breite gelbe Säume auf. Die Unterschwanzdecken sind cremeweiß mit schmalen gelben Säumen und grauen Federschäften. Die Steuerfedern sind auf der Unterseite schwarz mit einem breiten blassgrauen Endband. Die Iris ist rosa mit einem blassblauen äußeren Ring. Der schmale Orbitalring ist blau. Die Wachshaut und die Schnabelbasis sind dunkelrot, die Schnabelspitze ist grünlich. Die Füße sind blaugrau.

## Verbreitungsgebiet und Lebensraum
Das Verbreitungsgebiet der Philippinen-Pompadourtaube erstreckt sich über mehrere philippinische Inseln. Sie kommt unter anderem auf Alabat, Catanduanes, Lubang, im Süden von Luzon, auf Mindoro und Polillo vor.
Der Lebensraum der Philippinen-Pompadourtaube sind die Regenwälder dieser Inseln.

## Lebensweise
Die Philippinen-Pompadourtaube kommt überwiegend in kleinen Trupps von bis zu einem dutzend Individuen vor. An sehr reichhaltig fruchttragenden Bäumen kann es auch zu Ansammlungen von größeren Trupps kommen.
Das Nahrungsspektrum umfasst eine sehr große Bandbreite an Früchten, Beeren und Knospen. Eine besondere Rolle in der Ernährung spielen Feigen, die die Tauben gewöhnlich direkt vom Ast picken. Auf den Boden kommt diese Taube überwiegend nur zum Trinken. Das Nest ist taubentypisch eine lose Plattform aus kleinen Ästchen. Das Gelege besteht aus zwei Eiern. Beide Elternvögel sind an der Bebrütung der Eier beteiligt. Die Nestlinge schlüpfen 12 bis 14 Tage nach Brutbeginn.